# 台湾の宗教
台湾の信教者の割合
（2005年～2024年のCIAの『ザ・ワールド・ファクトブック』により）
台湾の宗教（たいわんのしゅうきょう）では、台湾における宗教の概観や特徴、法制度、風俗、建築、彫刻などについて述べる。
台湾は宗教の多様性に富む地域であり、「宗教の博物館」と形容されることもある。その信仰のあり方はアニミズムを基盤としながら、台湾原住民の伝統信仰、インド由来の仏教、中国伝来の道教、西洋のキリスト教、日本の神道などが融合し、篤い宗教心を持つ社会を形成している。

## 特徴

### 信仰者と宗教施設の多さ
2023年のアメリカ政府の調査によると、台湾は漢字圏の中で最も信仰心が厚い地域であるとされている。
2019年時点で、台湾には1万5175箇所の正統な宗派に属する宗教施設が存在し、単純に計算すると、約1572人に対して1つの宗教施設があることになる。その内訳は、道教の宮廟が9684箇所、仏教の寺院が2317箇所、キリスト教の教会が2845箇所である。また、特定の宗派に属さない民俗信仰に基づく宗教施設も3万3000箇所以上あり、平均すると、1km²ごとにほぼ1つの宗教施設が存在していることになる。
行政院の発表では、台湾には22種類の宗教施設が存在するとされている。台湾の街並みには、神々を祀るさまざまな寺院や宮廟が点在しており、その豪奢で複雑な装飾は異国情緒を漂わせ、多くの外国人観光客を魅了している。

### 多様性・各宗教の融合
台湾の宗教の最大の特徴は、多様性の高さであると言える。仏教や道教をはじめ、さまざまな宗教の要素が融合し、台湾に定着している。
台湾における仏教と道教の境界を明確に引くことは非常に難しく、台湾の人々はこれら2つの宗教を「古代中国から伝わった宗教の一部」として捉えることが多い。仏教の宗教施設は「○○寺」「○○院」などと呼ばれ、道教のそれは「○○宮」「○○廟」などと呼ばれるのが一般的である。 
また、台湾人の宗教観は非常に複雑だと言われている。イスラム圏のように宗教が日常生活に深く根差し、信仰に基づいて生きる人々もいれば、日本や欧米のように宗教を軽く捉え、現世利益を求める人々もいる。日本と非常に似た点として、台湾では自然現象（日、月、山、川、花、風、鳥など）を神格化する「自然神」だけでなく、すでに死去した慈善家や科学者、政治家、軍人、さらには台湾社会に貢献した外国人までもが「守護神」として祀られる風習が広くみられている。
さらに、日本の神仏習合と似たような習慣もみられ、現代の台湾人の多くは仏教と道教を同時に信仰しており、宗教施設の多くも両方の神様ともに祀られることが多い。たとえば、観世音菩薩という仏教の神様は、仏教の寺院のみならず、ほぼ台湾全土の道教の宮廟にも祀られていて、これを意識して、わざわざ宗教を区別をする台湾人はほとんど居ない。

### 信教の自由・宗教的寛容
かつての日本で行われた神道国教化や廃仏毀釈、中華人民共和国の文化大革命のように、特定の宗教を否定したり、強制させたりするような行為は、台湾ではほとんど見られない。また、中華民国政府も台湾の宗教的多様性の重要性をよく理解しており、1949年に無神論と共産主義を掲げる中華人民共和国が中国大陸で成立したことを背景に、「信仰の自由」という政策を打ち出し、それを政治的宣伝にも活用するようになった。
今日の台湾では、中国政府が禁止し迫害している宗教、たとえば法輪功やエホバの証人、モルモン教などが受け入れられ、街中ではさまざまな宗教的な宣伝が目にすることが出来る。その結果、台湾における信教者数は重複することが多く、統計上で正確に把握するのは難しく、大きな誤差が生じることもしばしばある。

### 宗教法
『中華民国憲法』の冒頭には「国民はどのような宗教を信仰しても自由であり、他人や政府がそれに干渉してはならない」と明記され、すべての宗教が平等に扱われることが保障されている。
厳格な政教分離制を採用しているため、「布教の自由」や「宗教団体から退出する自由」も法の下で確実に保障されており、そもそも国教という概念自体が台湾で存在しない。「日本の皇室や神道」と「日本という国」との深い結びつきがあるのとは異なり、台湾では国民側が非常に熱い信仰心を持ちながらも、政府側が「特定の宗教」が「国家の威信や愛国心」と結びつくことを禁じている。
現在、台湾の宗教団体は主に『寺廟監督条例』に基づいて活動している。この法律は、中華民国政府が中国大陸にあった1929年（民国18年）に制定されたもので、伝統的な仏教や道教に関する簡単な規定が設けられているが、具体的な罰則規定は設けられていない。このため、幾つの団体が信仰の自由を盾にして、正当な法的調査を妨げる事例もあり、台湾政府は何度もその解決に取り組んできたが、未だに具体的な解決策は打ち出されていない。
さらに、信仰の自由の定義が曖昧であり、「邪教をどのように判断するか」という問題がある。台湾国内では意見が分かれており、小規模な宗教団体は自らの宗教が邪教として誤認されることを恐れ、台湾政府には過剰な管理を控えるべきだと主張している。一方で、信者数の多い正統な宗教団体からは、邪教を厳しく取り締まるべきだという声も上がっている。その結果、邪教を抑制することを目的とした『宗教団体法草案』が2005年に台湾の立法院に提出されたが、未だに成立には至っていない。

## 信教人口の統計
台湾では一神教の信者が少数派であり、キリスト教（カトリック及びプロテスタント）やイスラム教の信仰者の割合にはほとんど変動が見受けられなかった。変動が著しかったのは、道教、仏教、民間信仰の三つの信仰に限られている。また、台湾では一度に複数の宗教を信仰する人々が非常に多く、もし複数の宗教を同時に信仰できるのであれば、現在の台湾で最も信者が多いのは仏教である。しかし、もし一つの宗教のみを選ばなければならないとしたならば、道教や民間信仰が最も多くなる。 
この点において、台湾と日本は一見似ているようで、実は真逆の状況が展開されている。日本においては、単一の宗教を信仰する場合、仏教徒が最も多く、複数の宗教を選択できる場合には神道の信者数が急増する傾向がみられている。この事は、台湾と日本との間に深い「文化的類似性」が存在し、世界のほかの国々とは大きく異なる特徴を示している。
下記の2種類の調査方法において、

### 多重信仰で計算する場合
台湾の信教者の割合
（1人が複数の宗教を同時に信じることができる場合）
（2023年の米国国務省の調査より）
アンケート調査を行う際、「複数の宗教を同時に選択することができる」と特別に説明すると、次のような結果が出る。
- 2009年の中央研究院が発表した『社会変遷基本調査』によれば[23]、42.8%の人が現在の宗教信仰の対象を「民間信仰」であると回答している。
- 2010年の『The Global Situation』によれば、台湾では仏教、儒教、道教が融合して区別が難しく、これらの信仰が台湾の人口の約93%を占めています。キリスト教全派を合わせると4.5%、そのほかの宗教は2.5%を占めているとされている[47]。
- 2019年の米国国務省が発表した『世界の宗教に関する調査』によれば[48]、台湾の二大宗教として仏教と道教を掲示し、仏教徒が約548万人、道教徒が454万人と推計している。
- 2023年の米国在台湾協会が発表した『国際宗教自由報告～台湾部分～』によれば[49]、台湾の人口は約2360万人であり、そのうち80%以上が台湾民間信仰を信奉し、仏教と道教を同時に信仰していると自認するである。

### 単一信仰で計算する場合
1人の台湾人は1つの宗教だけを信仰すると仮定して、統計された結果は
- 2005年のアメリカ中央情報局（CIA）の調査によれば[50]、台湾の人口における宗教分布は仏教35.3%、道教33.2%、民間信仰10%、キリスト教3.9%、無信仰または回答なしが18.2%である。
- 2009年の内政部の報告によれば[51]、仏教・道教・キリスト教が主流を占めており、それ以外に一貫道やイスラム教、バハイ教、日本を発祥とする宗教団体（天理教、真光教）などの信者も存在している。割合としては、仏教35.3%、道教33.2%、キリスト信仰3.9%、民間信仰10%、無信仰または拒答18.2%。
- 2019年～2021年の中央研究院社会学研究所の調査によれば[52]、49.3%の人々が伝統的な台湾民間信仰を信奉し、14%が仏教、12.4%が道教、13.2%は無宗教信仰でした。残りの人口は主にプロテスタント（5.5%）、一貫道（2.1%）、カトリック（1.3%）を信仰している。また、そのほかの1％以下の宗教団体には、スンニ派イスラム教、天帝教（中国語版）、天徳教（中国語版）、理教（中国語版）、軒轅教（黄帝教）、天理教、先天救教（中国語版）、サイエントロジー、バハイ教、エホバの証人、真光教、モルモン教、統一教などがある。

| 宗教名           | 信徒数  | 宗教施設数 | 聖職者数 |
| ---------------- | ------- | ---------- | -------- |
| 道教             | 792,664 | 9,249      | -        |
| プロテスタント   | 384,576 | 2,539      | 4,362    |
| カトリック       | 177,641 | 746        | 1,785    |
| 仏教             | 168,331 | 2,308      | -        |
| 一貫道           | 17,634  | 201        | -        |
| イスラム教       | 5,952   | 5          | 21       |
| バハイ教         | 2,265   | 2          | 12       |
| 天理教           | 1,659   | 22         | 80       |
| サイエントロジー | 1,000   | 1          | 30       |
| 儒教             | 790     | 14         | -        |
| 軒轅教           | 314     | 8          | -        |
| 弥勒大道         | 267     | 2          | -        |
| 天徳教           | 242     | 5          | -        |
| 理教             | 212     | 6          | -        |
| 真光教           | 100     | 1          | 1        |
| 黄中             | 39      | 1          | -        |
| 天帝教           | 33      | 1          | -        |
| その他           | 957     | ≧ 6        | ≧ 15     |

## 台湾の仏教

### 仏教自体の起源
ほかの東アジア・東南アジア諸国と同様に、台湾も早い段階で仏教の理論・思想・価値観を受け入れ、全土に浸透していた。そもそも仏教の「仏」は、台湾では繁体字（旧字体）の「佛」と書かれ、これは「仏陀」の略であり、古代インドのサンスクリット語から音訳されたものであり、「覚悟」または「覚者」を意味する。
仏教は、釈迦牟尼仏が開創し、紀元前623年に古代インドとネパールの境界線で生まれた。1世紀頃に中国に伝わり、18世紀の清王朝を経て、漢民族の移動と共に台湾島に伝わっていた。

### 台湾での起源と清国統治時代
清が中国全土を統治したあと、支配者である満洲人も仏教を信仰していたため、中国全土の仏教信者の数が大幅に増加していた。当時の台湾島は清国の一部であり、また住民の多くが福建省南部の漳州や泉州からの移民で構成されていたことから、台湾も仏教の盛んな地域となった。
この時期、台湾の仏教寺院は「巖（日本漢字：巌）」と呼ばれ、仏教信者は「巖仔（巌仔）」と呼ばれるようになり、以前の台湾人の信仰とは区別されるようになった。1835年の『彰化県志』には、「閩省漳泉南人謂寺曰巖（福建省の漳州・泉州からの移民は寺を巖と呼ぶ）」と記録されており、当時から寺院を指す言葉として使われていたことが分かる。「巖仔」は、漳州語で「giam ah」、泉州語で「gum ah」と発音される。本来は「山洞」を意味するが、後に「山間部に近い廟や信者」を指す総称となった。
仏教の中では、観音菩薩を信仰する人が多く、多くの仏教教義はこれに連れてきて台湾へと伝えられることになった。たとえば、1752年に建立された芝山巌や、1791年に完成した宝蔵巌などが、この時代の代表的な寺院である。当時、台湾の寺院建築は「寺」「宮」「閣」「堂」「壇」「庵」などさまざまな名称が使われており、地主が建てた大きなお寺を「寺」、村にある小さなお寺を「堂」とするような一般的な区分があったが、それ以外については明確な定義が無かった。
一方、18世紀後半には、従来の道教や民間信仰も変化を遂げ、仏教を取り入れて、世俗化された道教が誕生した。その中でも特に有名なのは、「閭山派」や「斎教」である。台湾の道教の廟にも、観音像が祀られるようになり、仏教と道教・民間信仰の融合が進んだいた。この段階で、宗教というものはすでに台湾人の日常と密接に結びつく、台湾島で「文化共同体」としての性格を形成していた。
現代の台湾においても、観音が「絶対的な主神」として祀られることが多い。一般家庭には観音を中心に、その周囲に媽祖、関公、土地公といった道教の神々が配置されている。また、18世紀以降に建てられた観音信仰や仏教寺院は多くが、破壊されてなく現存しており、観光名所としても知られている。代表的なものには、艋舺龍山寺、蘆洲湧蓮寺、林口竹林寺、鹿港龍山寺、台南大観音亭、関子嶺碧雲寺、鳳山龍山寺、內門紫竹寺などがある。

### 日本統治時代
1895年、台湾は日本領となった。台湾総督府は台湾社会を安定させるため、宗教を利用し、19世紀から内地で盛んに行われていた国家神道の採用をできるだけ避けて、すでに台湾に根付いていた仏教を選択した。観音菩薩に加えて、日本人にも馴染みのある「地蔵菩薩」の仏像を台湾各地のお寺院に設置させて、『地蔵経』の教えを意図的に広まっていた。
また、台湾における地蔵菩薩は「地蔵王菩薩（ディーザンワンプーサー）」と称される。これは、台湾人は地蔵王菩薩が閻魔よりも高位の「地獄の王」として認識されているためであり、地蔵を残虐な裁判官ではなく、慈悲深い菩薩として信仰されている。そのため、日本に見られる道端や田舎に設置された小さく愛らしい地蔵の石像は、台湾では道教の「土地公」という別の神格が担うことが一般的である。
日本統治の初期、つまり明治時代には、日本仏教の各宗派と台湾地元の宗派との間では、信者獲得の争いが激化されていた。しかし、民主主義の強い大正時代になると、台湾人の中で本土の仏教も、日本の仏教も同時に信仰する人が急増していた。仏教は「一神教」みたいの価値観では無いため、各宗派間の対立は徐々に収まり、互いに調和を保つようになった。このアプローチは、西洋諸国が「強引に植民地にキリスト教を押し付ける」というやり方とは異なり、台湾原住民や漢民族は、日本という国に対して嫌悪感を抱くことはほとんど無く、積極的に日本の国民として同化していきた。
1941年、台湾の総人口は500万人を超え、そのうち8万人以上が日本仏教の宗派を信仰していた。禅宗や浄土真宗、本願寺派、曹洞宗、日蓮宗、浄土宗などが多くの信徒を擁していた。一方で、台湾人も日本統治時代に日本にはない仏教宗派を開き、月眉山派、觀音山派、法雲寺派、大崗山派という4つの派が創設されていた。これらは「台湾を鎮守する四大法脈」または「四大道場」とも呼ばれている。この四派はすべて実際の山を総本山としており、総本山がある山は台湾で「四大名山」として知られている。

### 中華民国時代と現代台湾の仏教
1945年の日中戦争終結により、台湾は中華民国の統治下に入った。その後、1950年代に中国大陸では中国共産党による宗教迫害や無神論の採用により、多くの仏教の仏教大師が台湾に移住していた。それまでの観音菩薩や地蔵菩薩も、同じ「大乗仏教」の系統に属しているため、台湾の大乗仏教系の宗教団体はこの時で統合され、台湾民俗信仰の仏教や日本統治時代の仏教はすべて「大乗仏教の傘下のもと」に吸収されるようになっている。
僅か20年の間に、1970年代には大乗仏教の教義が台湾全土で普及した。また、1980年代半ばには台湾の経済成長により、多くの無宗教のお金持ちの台湾人が「悟り」や「宇宙の真理」を求めて、仏教、とくに仏教の中の禅宗に帰依するようになった。これらの仏教は、台湾で主流だった世俗化され、民俗信仰みたいの仏教とは大きく異なり、「正信仏教」として自称し続けている。しかし、以前の仏教と道教が融合した信仰を否定することは一度も無く、台湾の宗教寛容を示す証拠となっている。
現代の台湾仏教は、逆に日本の仏教に近い面があり、大乗仏教の「因果、業力、六道輪廻、十二因縁、七難即滅」などの専門用語や、禅宗の「戒・定・慧の三学」「瞑想（禅定）」「四聖諦」「八正道」などの修行方法は台湾全土に広まっていた。日本の仏教との唯一の違いは「台湾の出家した僧侶が、純潔な肉体を求めるために結婚せず、妻も持たないこと」にある。
現在の台湾では、禅宗、浄土宗、そして従来の民俗信仰風の仏教が主流となっている。特に規模が大きい宗派としては、佛光山、法鼓山、中台山、慈済などの「四大教団」がある。

#### 漢伝仏教と法師仏教
1980年代頃、「台湾民主化運動」によって台湾人の政治的自由が拡大され、宗教の「無常性や神聖性」を否定し、現実世界で社会を良くするための「具体的な行動」に焦点を当てることを提唱する「法師仏教」が登場した。この理念を最初に提唱したのは中華民国大陸時代の太虚法師であり、彼は「仏教団体が資金を活用して、社会奉仕や教育、医療、災害支援などの社会活動に力を注ぐこと」を明確に提唱していた。

彼の影響を受けて、台湾の法師たちもこうした活動を積極的に行うようになっている。その数多くの「善行」の重ねにより、台湾の仏教徒の数は急激に増加している。主要な法師仏教としては、中台山の惟覚法師、法鼓山の聖厳法師、仏光山の星雲法師、霊鷲山の心道法師、慈済功徳会の証厳法師の5つの団体があり、これらは「台湾仏教五聖山（五名山）」と呼ばれている。

#### チベット仏教
1949年国民政府とともにチベット仏教が台湾に渡来した。本格的にチベット仏教の布教が始まったのは、1980年代からであり、カギュ派が先ず活動し、ニンマ派やサキャ派が続き、やがてゲルク派も伝来した。ダライラマ14世も1997年、2001年、2009年に台湾を訪れている。

#### 上座部仏教
ヴィパッサナー瞑想に対する関心の高まりから、緩やかながらも上座部仏教が浸透しつつあり、パーリ語経典の漢語訳も進められている。

## 台湾の道教

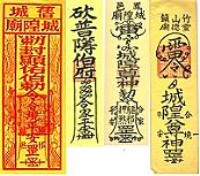
道教の護符

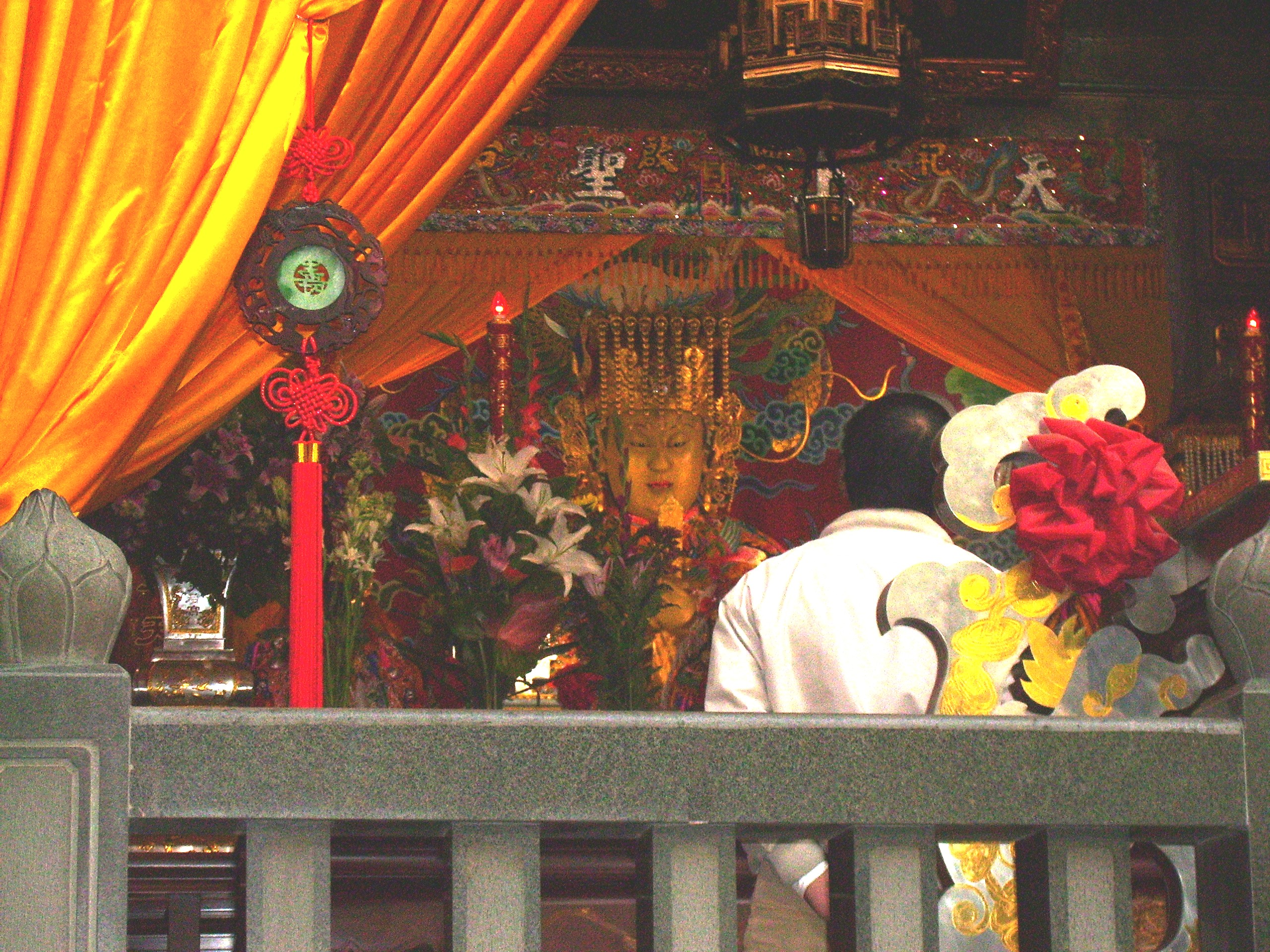
媽祖

道教は漢民族の伝統宗教であり、西晋末から明代にかけて中国大陸全土に広まり南方の正一教（天師教）と北方の全真教の二大流派が形成された。台湾の道教は南方系の正一教であり、護符や呪文の宗教儀式を重視した内容となっている。

### 沿革
台湾の道教は清朝統治時代、日本統治時代を経て現代に至る間に大きな発展を遂げている。正一道正一派、符籙派が仏教と融合し世俗化した福建道教の閭山派が台湾における主要な道教信仰となっている。
1980年代以前、漢伝仏教が印順、聖厳、星雲、証厳どの仏師により発展を遂げる以前は、正一派・閭山派が台湾の主要な宗教であった。1980年代の仏教の隆盛と、相対的な道教の衰退が見られたが、多くの宗教儀式を行いタブーを決定するなど生活の中に影響を与え、行天宮に代表される廟も台湾内に数多く建立されている。
他の文化と同様に、中華人民共和国では廃れてしまった道教系の祭礼儀式が今なお数多く残存している。旧暦の3月23日に行なわれる媽祖の誕生祭（媽祖誕辰）や、1週間に渡って街を練り歩き、数千万円相当の木造船を焼却する5月10日の王船祭（焼王船、王爺を鎮める祭り）、旧暦7月15日の中元節や旧暦10月22日の青山王の誕生祭（青山王誕辰）などが毎年華やかに催される。特に、大甲鎮の鎮瀾宮と新港郷の奉天宮とを往復する「大甲媽祖の巡行」は、台湾で最大規模の宗教活動である。また、占いや祈祷を行う「尪姨」（アンイー、巫女）や「童乩」（タンキー、シャーマンの一種）も健在であり、媽祖の誕生祭を始めとする各種宗教儀礼に参加している。
葬儀や婚礼も大掛かりであり、特に葬儀では楽隊による行進が行われる場合もある。
仏教や儒教と習合しており、観音菩薩が観音廟に祀られたり、儒家の創始者である孔子像が、文昌帝君と並んで文昌廟で祀られることも少なくない。

## 台湾のキリスト教
カトリックは天主教、プロテスタントは基督教と漢語表記される。台湾にキリスト教が伝わったのは、17世紀初頭にスペインとオランダが原住民に宣教したのが最初であり、以降は欧米の宣教師によって本省人や原住民の間で改宗が進み、なかでも長老派教会が最も多く信徒を獲得した。現在の最大の教派は台湾基督長老教会である。プロテスタントでは他に、台湾聖公会などがある。
17世紀のオランダ統治時代、1624年オランダ東インド会社が上陸するのに併せて、キリスト教の宣教が開始された。やがてイギリスの熱心な宣教活動によって、本省人や原住民の間ではプロテスタントへの改宗が多くなった。また、台湾の長老派教会は反中であるとともに台湾独立運動に熱心であり、台湾語の白話字（教会羅馬字、教会ローマ字）表記を成立させたり、1971年に発表した国是声明では、台湾の将来は台湾人が決めるとしている。
1626年スペインが台湾北部に上陸するとカトリックの宣教が開始されたものの、当時台湾南部を統治していたオランダがスペインを排除したため、カトリック布教は停止された。天津条約締結後、1859年ドミニコ会のスペイン人宣教師がフィリピンから高雄に上陸したのが、台湾でのカトリック教会の始まりとされる。台湾ではプロテスタント、なかでも長老派教会の宣教活動が多くの信徒を獲得する中、カトリックは極めて少数派だったが、20世紀後半に入ると中華人民共和国での宗教弾圧を逃れた外省人のカトリック信徒が多く台湾に移住した。現在は台北に大司教区があり、高雄・台中・嘉義・花蓮・新竹・台南に司教区が置かれている。2014年現在の台湾における最高指導者は台北教区大司教洪山川である。
また、台湾に特異な教派として、ペンテコステ運動の影響で、1917年北京で張霊生によって創設された真耶蘇教会がある。
台湾では極めて少数派であるが、正教会の宣教も行われている。

## 一貫道
清で創始され、1946年台湾に伝来した。1950年から1951年かけて中華人民共和国では、一貫道は反革命的な邪教（「反動会道門」）とされ、組織は徹底的に弾圧・根絶された上に、信徒は国民党のスパイとして糾弾され、多くが殺害された為、難を逃れた信徒は香港へ逃避した。
1954年師母孫慧明が、香港から台湾に移住した為、台湾で盛んに活動するようになった。ただし当時の台湾では、宗教活動は制限されており、政府に公認されていたのは9つの宗教法人（道教、基督教、天主教、仏教、回教、巴哈尹教、天理教、理教、軒轅教）のみだったため、一貫道は台湾各地にバラバラに潜伏して地下活動をしていた。そのため、基礎組、発一組、宝光組、文化組、慧光組、紫光組、常州組、金光組、浩然組、法一組、明光組、安東組、師兄派などの多数の各派組が存在する。やがて台湾の民主化とともに思想・信仰の自由が進み、1987年1月に公式に解禁された。

## イスラム教
国民党とともに、中国大陸から移住してきた回族によってイスラム教も信仰されており、台北、高雄などに清真寺（モスク）が存在する。台湾のムスリム組織として、中国回教協会（Chinese Muslim Association）がある。また、台湾人ではないものの、在台湾のインドネシア人労働者によるイスラム信仰活動も無視できない規模となり、ハラールやサラートの扱いで台湾人社会と摩擦が生じている。

## バハイ教
儒家の「大同」思想と相通ずるとして、当初は「大同教」と称された。現在はバハーイー（Baha'i）を音写して「巴哈伊教」と漢語表記される。1954年イランの商人のスルマン夫妻が台湾を訪れ、台南にバハーイーセンターを設立した。1967年に台湾総会が設立され、1970年に法人化された。

## 天理教
1897年に日本より伝来し、台湾伝道庁が設立された。日本統治時代の終焉とともに、一度は布教が停止されたが、1967年に再開し、台湾民主化前の当時の宗教統制政策下でも、台湾政府が公認した宗教9法人の一つとなった。

## 民間信仰

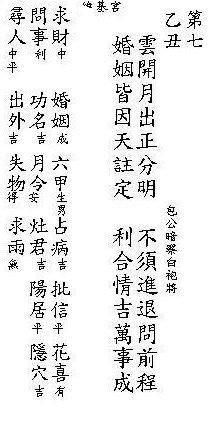
籤詩。神と人の会話を表したもの

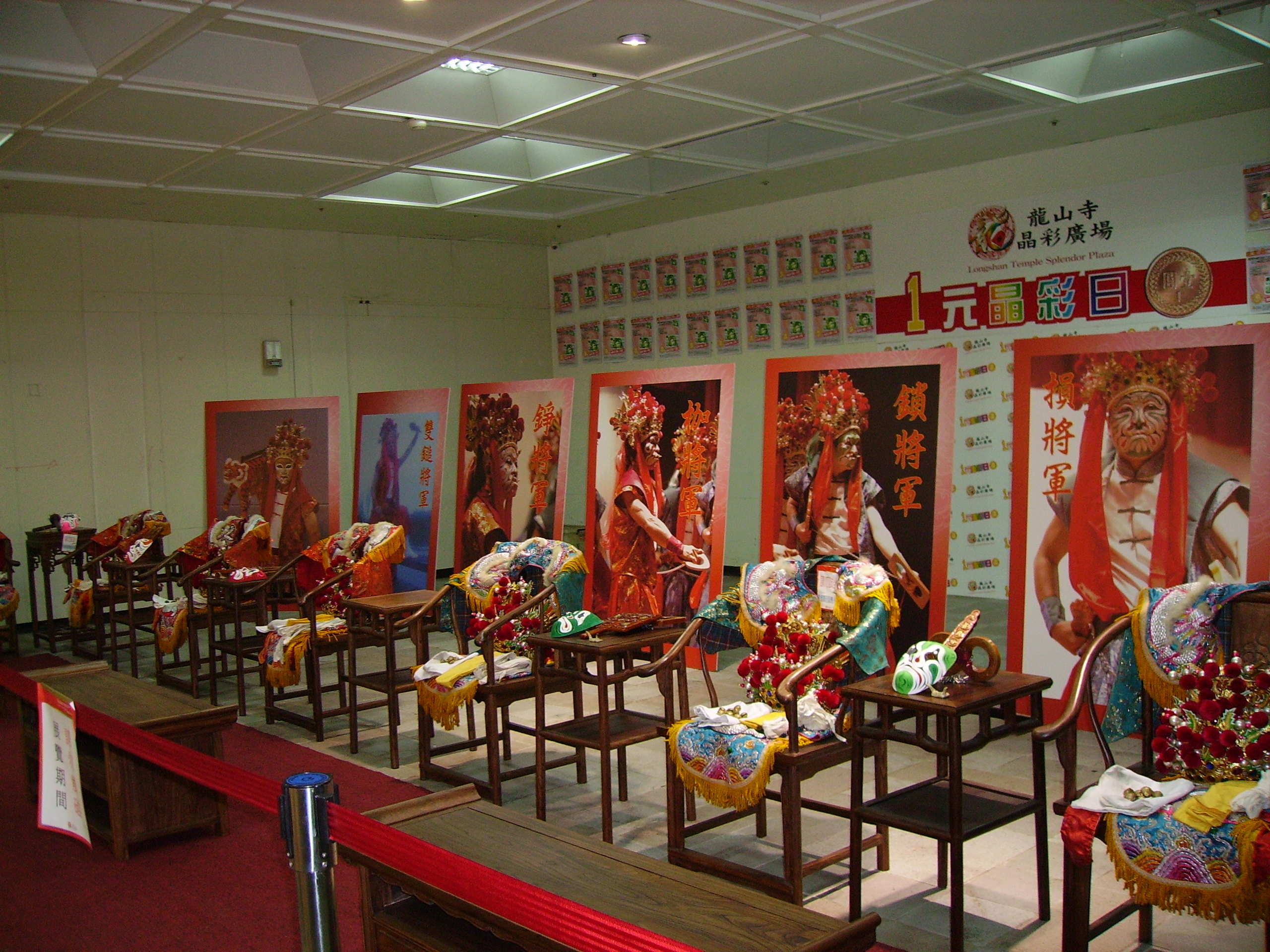
官將首の服装

台湾の民間信仰は儒教、仏教、道教が融合したものであり、福建や広東からの移民を通して華南地区より台湾にもたらされ台湾化したものである。台湾の道教徒の大多数が民間信仰と混同されており、先祖崇拝、巫術、鬼神、その他心霊及び動物崇拝が特徴となっている。

### 信仰の種類
台湾の民間信仰は多神教であり地域性によって区分される。福建漳州系の移民は開漳聖王を信仰し、泉州同安系の移民は保生大帝を、泉州三邑系は広沢尊王を、安渓系は清水祖師、保儀大夫（保儀尊王）を、汀州系は定光古仏を、客家、潮汕系は三山国王をそれぞれ信仰している。
このほか救世主を意味する恩主信仰もあり関羽や八仙中の一人呂洞賓、宋代の将軍である岳飛などが祭祀対象となっている。
さらに海神信仰の玄天上帝と媽祖、瘟神信仰の王爺信仰や青山宮、死者の鬼神が神格化された有応公と義民爺、民間の刑罰府衙が神格化された八家将なども信仰対象となっている。

## そのほかの宗教
これ以外の宗教としてはサイエントロジーなどが存在している。真光教、生長の家、立正佼成会、創価学会、幸福の科学などの日本を発祥とする宗教も活動している。原住民の間では21世紀初頭でもなお伝統的なアニミズム信仰が行なわれている。